# Carlo Urbani
Carlo Urbani (ur. 19 października 1956 w Castelplanio, zm. 29 marca 2003 w Bangkoku) – włoski lekarz chorób zakaźnych, który jako pierwszy wykrył i przyczynił się do identyfikacji czynnika etiologicznego SARS – nowej, niebezpiecznej choroby wirusowej. Jego zaangażowanie doprowadziło do szybkiego zaalarmowania Światowej Organizacji Zdrowia (WHO), co spowodowało bezzwłoczne działania przeciwepidemiczne na całym świecie i jak się uważa oszczędziło wiele istnień ludzkich. 
Niedługo później okazało się, że sam został zainfekowany i po krótkiej chorobie zmarł na SARS.

## Życiorys
W 1981 roku Carlo Urbani skończył studia medyczne na uniwersytecie w Ankonie, a następnie uzyskał specjalizację z chorób zakaźnych i tropikalnych na uniwersytecie w Mesynie. Ukończył także dalsze studia podyplomowe obejmujące parazytologię tropikalną.
W młodości Urbani zaangażował się jako wolontariusz we włoskich, charytatywnych organizacjach katolickich Mani Tese i Unitalsi. W 1987 r. wyjechał na miesiąc do Etiopii z misją medyczną. Od 1989 r. zaczął pracę jako lekarz oddziału chorób zakaźnych w miejscowości Macerata, we Włoszech. Mając już wieloletnie doświadczenie zawodowe w dziedzinie epidemiologii i chorób zakaźnych, w 1993 r. został niezależnym konsultantem medycznym Światowej Organizacji Zdrowia.
W 1996 r. wstąpił do organizacji Lekarze bez Granic (MSF) i na rok  przeniósł się z rodziną do stolicy Kambodży Phnom Penh. Po powrocie do pracy w Maceracie został prezesem włoskiego oddziału Lekarzy bez Granic. Brał również udział w kampanii skierowanej międzynarodowych firm farmaceutycznych, które utrzymują zaporowe, dla krajów Trzeciego Świata, ceny niezbędnych leków przeciwko AIDS, malarii i gruźlicy. W 1999 r. wszedł w skład delegacji Lekarzy bez Granic, która odebrała Pokojową Nagrodę Nobla przyznanej MSF. Z pieniędzy związanych z Nagrodą Nobla Urbani postanowił stworzyć fundusz promujący międzynarodową kampanię dostępu do niezbędnych leków dla najbiedniejszych krajów na świecie.
28 lutego 2003 r. Urbani został wezwany na konsultację do francuskiego szpitala w Hanoi w Wietnamie, do pacjenta, amerykańskiego biznesmena Johnny'ego Chena, który zapadł na ciężką chorobę, podejrzewaną ptasią grypę. Ponieważ identyczne objawy wystąpiły u kilku osób z personelu szpitala, Urbani zdał sobie sprawę z tego, że Chen prawdopodobnie zachorował na nową i wysoce zaraźliwą chorobę. 3 marca Urbani zalecił całkowitą izolację szpitala i wszystkich jego pacjentów, a personel przeszedł na kwarantannę i stosował wszystkie środki przeciwepidemiczne.
W pierwszych dniach marca Urbani powiadomił komórkę WHO w Genewie o wybuchu zakażeń nowej choroby zakaźnej, co zapoczątkowało działania przeciwepidemiczne, które zakończyły rozprzestrzenianie zachorowań. Udało mu się także przekonać wietnamskie Ministerstwo Zdrowia, by rozpocząć izolowanie pacjentów i badanie podróżujących, co zwolniło w ten sposób tempo narastania epidemii. 7 marca władze Wietnamu poprosiły WHO o pomoc w opanowaniu rozprzestrzenianiu się zachorowań.
11 marca 2003 Urbani poleciał z Hanoi na konferencję naukową wu Bangkoku w Tajlandii, gdzie miał wykład na temat dziecięcych chorób pasożytniczych. Już samolocie poczuł się źle i gorączkował. Gdy dotarł do Bangkoku, kolega, który odbierał go z lotniska widząc w jakim jest stanie wezwał karetkę. Urbani zaraził się SARS od pacjentów, których leczył  w Hanoi. W szpitalu w Bangkoku zastosowano wobec niego ścisłą izolację i można się było z nim porozumiewać tylko za pomocą interkomu. Gdy doszło u niego do niewydolności oddechowej, został podłączony do respiratora. 
Gdy był jeszcze świadom poprosił o posługę kapłana i wyraził wolę, żeby jego tkanka płucna została przekazania do badań naukowych. 
Carlo Urbani zmarł 29 marca 2003 (w wieku 46 lat), po 18 dniach leczenia w OIOM-ie.
Szczep wirusa pn. SARS-CoV Urbani później został uznany za referencyjny dla tej epidemii. 

Dokonania Carlo Urbaniego zaowocowały pracą naukową w prestiżowym czasopiśmie medycznym New Englad Journal of Medicine opisującym dla nauki nowego groźnego wirusa: A novel coronavirus associated with severe acute respiratory syndrome. Artykuł w którym został Urbani był jednym z współautorów ukazał się z datą 15 maja 2003, czyli już po jego śmierci.

## Życie prywatne
Carlo Urbani ożenił się z Giulianą Chiorrini w 1983 roku, a w 1987 roku urodził się ich syn, Tommaso. Później mieli jeszcze dwoje dzieci.

## Odznaczenia i wyróżnienia

### Krajowe wyróżnienia
- order Cavaliere dell'Ordine della Stella d'Italia: 28 maja 2020
- order Medaglia d'oro per i benemeriti della Sanità Pubblica: 7 kwietnia 2003

### Zagraniczne wyróżnienia
- Order Przyjaźni (Wietnam): 7 kwietnia 2003